# Erastus Wells

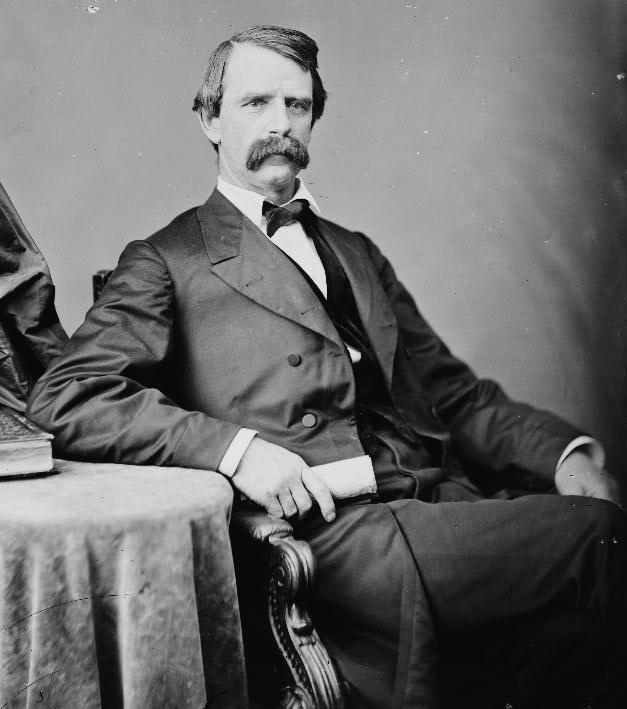
Erastus Wells

Erastus Wells (* 2. Dezember 1823 in Sackets Harbor, New York; † 2. Oktober 1893 in St. Louis, Missouri) war ein US-amerikanischer Politiker. Zwischen 1869 und 1881 vertrat er zweimal den Bundesstaat Missouri im US-Repräsentantenhaus.

## Werdegang
Erastus Wells besuchte die öffentlichen Schulen seiner Heimat. 1842 zog er nach St. Louis in Missouri, wo er den öffentlichen Nahverkehr mit von Pferden gezogenen Bussen begründete. Später arbeitete er mit von Pferden gezogenen Straßenbahnen. Zwischen 1853 und 1867 war er Mitglied im Stadtrat seiner neuen Heimatstadt. Wells stieg auch in das Eisenbahngeschäft ein und war zwischen 1859 und 1883 Präsident der Missouri Railroad Company.
Politisch war Wells Mitglied der Demokratischen Partei. Bei den Kongresswahlen des Jahres 1868 wurde er im ersten Wahlbezirk von Missouri in das US-Repräsentantenhaus in Washington, D.C. gewählt, wo er am 4. März 1869 die Nachfolge des Republikaner William A. Pile antrat. Nach drei Wiederwahlen konnte er bis zum 3. März 1877 vier Legislaturperioden im Kongress absolvieren. Seit 1873 vertrat er dort als Nachfolger von Gustavus A. Finkelnburg den zweiten Distrikt seines Staates. Im Jahr 1876 unterlag er Nathan Cole. Zwei Jahre später konnte er sein Mandat im Kongress zurückgewinnen und zwischen dem 4. März 1879 und dem 3. März 1881 eine weitere Legislaturperiode absolvieren.
Im Jahr 1880 verzichtete Erastus Wells auf eine erneute Kandidatur. Bis 1883 war er Präsident der Laclede Gas Light Company. Er starb am 2. Oktober 1893 in St. Louis, wo er auch beigesetzt wurde.